# برگ‌های افتاده
برگ‌های افتاده (فنلاندی: Kuolleet lehdet) یک فیلم کمدی-درام فنلاندی محصول ۲۰۲۳ به نویسندگی و کارگردانی آکی کائوریسماکی است. این بیستمین فیلم بلند کائوریسماکی و ادامه سه‌گانهٔ پرولتاریا است که شامل فیلمهای سایه‌ها در بهشت (۱۹۸۶)، آریل (۱۹۸۸) و دختر کارخانه کبریت‌سازی (۱۹۹۰) می‌شود. آلما پویستی و یوسی واتانن در نقش‌های اصلی بازی می‌کنند. این فیلم توسط اسپوتنیک تولید، و توسط بی-پلن دستریبیوشن توزیع شده‌است.
برگ‌های افتاده برای رقابت برای نخل طلای جشنواره فیلم کن ۲۰۲۳ انتخاب شد و در ماه مه ۲۰۲۳ در آنجا نمایش داده شد.

## طرح داستان
آنسا، زن مجردی است که در هلسینکی زندگی می‌کند. او با یک قرارداد ساعت صفر در یک سوپرمارکت کار می‌کند و در آنجا قفسه‌ها، و بعداً پلاستیک قابل بازیافت را مرتب می‌کند. یک شب او به‌طور تصادفی با کارگری الکلی به نام هولاپا آشنا می‌شود، که به همان اندازه تنها است. در برابر تمام شانس‌ها و سوء تفاهم‌ها، آنها سعی می‌کنند رابطه‌ای را ایجاد کنند. در نتیجه، هولاپا موفق می‌شود اعتیاد خود را به الکل کنترل کند. این فیلم به عنوان یک اثر تراژیکمدی توصیف می‌شود.

## بازیگران
- آلما پویستی در نقش آنسا
- یوسی واتانن در نقش هولاپا

## تولید
فیلمبرداری در اوت ۲۰۲۲ در کاللیو، هلسینکی آغاز شد. تیمو سالمینن مدیر فیلمبرداری بود.

## انتشار
برگ‌های افتاده برای رقابت برای نخل طلا در جشنواره فیلم کن ۲۰۲۳ انتخاب شد، جایی که اولین نمایش جهانی خود را در مه ۲۰۲۳ داشت.